# Estany de l'Aguedal
L'estany de l'Aguedal està situat al costat dels graners de Mulay Ismail, a Meknès, al Marroc. El va manar construir Mulay Ismail a l'interior de la kasba. Té una superfície de 40.000 m² i la seva funció era la d'abastir d'aigua el palau i la ciutat imperial, incloent-hi les mesquites, hammams, jardins i horts. Servia d'espai d'esbarjo per a les dones de l'harem. De les seves muralles emmerletades, només en queden petits trossos. L'indret ha patit alteracions per a crear un lloc on passejar els habitants de Meknès.